# Штурмгешиц IV
Штурмгешиц IV био је немачки јуришни топ коришћен током 1944. и 1945. године, са задатком: борба против непријатељских тенкова и других оклопних возила.

## Историјат
У годинама Другог светског рата тенковске јединице Немачке армије располагале су поред тенкова и великим бројем јуришних топова. Најраспрострањенији међу њима био је Штурмгешиц III, који је настао на бази шасије средњег тенка Панцер III. У другој половини Другог светског рата, појавио се нови јуришни топ направљен на бази шасије тенка Панцер IV и добио назив Штурмгешиц IV. Иако је нови јуришни топ по спољним изгледу подсећао на Штурмгешиц III, разлика је била очита у габариту и изгледу торзионог вешања. 
Фебруара 1943. године фирма Круп је добила поруџбину за развој новог јуришног топа на бази шасије средњег тенка Панцер IV. По пројукту требало је направити ново оклопно тело са положајем за управљање померени унапред. Планирано је такође и да се дебљина оклопа повећа на 80mm, док би се задржало стандардно оклопно моторно одељење.
У току штабног саветовања на којем је учествовао и сам Адолф Хитлер, одржаног 19 - 22. августа 1943. године, представљен је извештај који је указивао на огромну улогу јуришне артиљерије у испуњавању задатака, обично као помоћ тенковима. Тада је одлучено да се неколико типова тенка (Панцер II, Панцер III и Панцер 38), замене ловцима тенкова и јуришним топовима направљеним на бази шасије тенка Панцер IV. Посао око оба типа самоходних возила (Јагдпанцер IV и Штурмгешиц IV), био је потпуно независан.
Крајем новембра 1943. године производња јуришних топова Штурмгешиц III у фабрици Алкет знатно је опала услед рушења нанетих савезничким бомбардовањем. То је био осетни губитак, пошто је фабрика Алкет била водећи произвођач јуришних топова. На седници са Хитлером одржаној 06 - 07. децембра 1943. године, решено је да се смањи производња јуришних топова Штурмгешиц III на рачун почетка производње новог јуришног топа Штурмгешиц IV. У прилог томе ишло је и ново техничко решење за лакшу и масовнију производњу шасија за тенкове Панцер IV. У току те седнице Хитлер је опет много пажње посветио питању што брже попуне губитака у тенковским јединицама као и у јединицама јуришних топова. Такође је поставио и питање, како ће производња јуришних топова да се одрази на производњу тенкова Панцер IV. Хтео је да тај тенк и даље буде основни средњи тенк у Немачкој војсци. Тачније, није желео да дође до пада производње тенка након почетка производње јуришних топова, иако је стање у јединицама јуришне артиљерије било крајње критично. 
Како је ситуација на фронтовима била јако проблематична, посао око израде прототипа оба возила је убрзан. Хитлер је лично желео да види прототип јуришног топа и ловца тенкова. Демонстративно приказивање оба прототипа одржано је 16. децембра 1943. године. Све је прошло у реду и оба возила: ловац тенкова Јагдпанцер IV и јуришни топ Штурмгешиц IV, добила су одобрење од Хитлера за почетак производње. У циљу ликвидације мањка јуришних топова, требало је у максимално кратком року реорганизовати, прерасподелити и повећати производњу. 17. децембра 1943. године решено је да се до краја године направе најмање 350 јуришна топа, а од јануара 1944. године месечно је требало да се произведе по 500 возила. То је била само пуста жеља Адолфа Хитлера, јер од 600 оклопних шасија, колико је требало да производи фирма Круп, већина би одлазила на тенкове Панцер IV.

## Производња
Током рата укупно је направљено 1141 Штурмгешиц IV.
- 1943. године (30 возила)

Децембар - 30
- 1944. године (1006 возила)

Јануар - 78, Фебруар - 136, Март - 87, Април - 91, Мај - 95, Јун - 90, Јул - 90, Август - 70, Септембар - 56, Октобар - 84, Новембар - 80, Децембар - 49
- 1945. године (105 возила)

Јануар - 46, Фебруар - 18, Март - 38, Април - 3

## Наоружање
Јуришни топ Штурмгешиц IV имао је топ 75mm (7,5cm StuK40 L/48), који се по хоризонтали померао по 20 степени улево и удесно а по вертикали од -6 до +20 степени. Топ 75mm СтуК40 Л/48 израдила је фирма Rheinmetall-Borsig, и могао је да користи следећу муницију:
- Панцирно зрно ПзГр 39, масе 6,8 kg и почетне брзине 740-790 м/секунди.
- Поткалибарно зрно ПзГр 40, масе 4,1 kg и почетне брзине 920-1060 м/секунди.
- Кумулативно зрно Гр 38ХЛ/Б, масе 4,4 kg и почетне брзине 870 м/секунди.
- Фугасно зрно СпГр 34, масе 5,72 kg и почетне брзине 590 м/секунди.
- Димно зрно НбГр. масе 6,21 kg и почетне брзине 580 м/секунди.

Бојеви комплет Штурмгешица IV износио је 63 различита пројектила. Допунско наоружање чинио је митраљез МГ 34 (касније МГ 42) калибра 7.92mm (500 метака), постављен на врху возила у заклону званом Rundumfeur MG.

## Ратна дејства
Јуришни топови Штурмгешиц IV коришћени су како у јединицама јуришне артиљерије тако и у разним тенковским јединицама. Најчешће су те јединице улазиле у саставе оклопних, гренадирских и оклопно-гренадирских дивизија. Многи Штурмгешиц IV су се налазили у четама ловаца тенкова. Такве чете су каткад улазиле у саставе неких пешадијских дивизија. Организација јединица које су биле наоружане јуришним топовима Штурмгешиц IV, била је иста као и код оних које су у свом саставу имале возила Штурмгешиц III. Веома тешко је поставити границу расподеле возила Штурмгешиц IV и Штурмгешиц III по јединицама, јер по једним документима тип возила није назначен, док је по другим увек уписан Штурмгешиц III, премда је извесно да су неки од њих били и Штурмгешиц IV. Различите типове јуришних топова можемо наћи само у списковима попуне чета јуришне артиљерије, за 1944. годину. Тако је фебруара у те јединице приспело 50 јуришних топова Штурмгешиц IV, марта 60, априла 80 а маја 90. У току лета у јединице је стигло још 214 возила: 70. јуна, 94. јула а августа само 50. До краја године пристигло је још 220 возила: 70. септембра, 80. октобра, 30. новембра и 40 у децембру. Што је укупно 744 јуришна топа Штурмгешиц IV. Осталим возилима Немци су једноставно попуњавали јединице где је то било најпотребније, не водећи рачуна да ли су то јединице јуришне артиљерије или тенковске. Тако се дешавало да су током 1944. и 1945. године многе тенковске чете, у одсуству тенкова биле наоружане јуришним топовима. На пример, новембра 1944. године 5. чета 3. тенковског пука 2. оклопне дивизије, имала је само јуришне топове уместо тенкова. Током лета 1944. године, око 70 јуришних топова Штурмгешиц IV ушло је у јединице СС-а, већи број у 17. СС „Гоц фон Берлишинген“ дивизији.
У 1944. години на западном фронту дејствовала је 394. бригада јуришних топова. Две батерије те бригаде имале су у свом саставу јуришне топове Штурмгешиц IV. 6. августа бригада је уништила 26. америчка тенка, од тога броја 6 је уништио командир 3. батерије капетан фон Иен. За тај подухват капетан је предложен за витешки крст. У периоду 10-22. август 1944. године, 394. бригада је изгубила све јуришне топове у такозваном Џепу код Фалеза.
На Источном фронту, у пролеће 1944. године прве Штурмгешиц IV добила је 311. бригада јуришних топова. Та јединица, дејствовала је у рејону Тернопоља, заједно са 2. СС оклопним корпусом. Крајем рата, бригада се нашла у окружењу око Бреслава (сада Вроцлав). У моменту капитулације, бригада је имала само још један Штурмгешиц IV. 12 возила тог типа улазило је у састав 1269. чете ловаца тенкова, под командом поручника Гудера. У фебруару 1945. године чета је дејствовала у Западној Померанији, у рејону Старогарда и Бјалогарда. Априла 1945. године, чета је узела учешће у одбрани Шћећина. У бојевима код Пилауа и Познања учествовала су возила из 2. школске бригаде јуришних топова. 236. бригада јуришних топова бранила се на делу фронта који је нападала 2. Пољска армија. У Курландији су дејствовали Штурмгешиц IV из 912. бригаде. У 1. батерији капетана Шуберта и 2. батерији капетана Едгарда, било је око 30 јуришних топова Штурмгешиц IV. Многи од њих су до маја 1945. године пали у руке војницима совјетске Црвене армије.
На фронту у Италији дејствовали су јуришни топови Штурмгешиц IV из 914. бригаде. Они су учествовали у одбрани Готске линије, као и у борбама око Анконе.

## Карактеристике
- Дужина: 6.7 метара
- Висина: 2.18 метара
- Ширина: 2.95 метара
- Тежина: 22260 kg са шасијом 8/БВ или 23900 kg са шасијом 9/БВ
- Мотор: Maybach ХЛ120 ТРМ В-12
- Брзина по путу: 40 км/сат
- Радијус дејства по путу: 210 километара
- Посада: 4 члана